# Dura Europos
Dura Europos (en griego antiguo: Δοῦρα Εὐρωπός Dura, término babilónico que hace referencia a fortaleza y Europos, término macedónico-griego que significa Europo), fue una antigua ciudad de origen macedónico-griego fundada en el 300 a. C., asentada sobre restos de una localidad semita. Está situada en la actual Siria, a mitad de camino entre Alepo y Bagdad, a orillas del Éufrates, en un punto estratégico de varias importantes rutas comerciales de la antigüedad. Allí está enclavada la actual Salihiye.
Junto a Edesa y Nísibis formaba parte del entramado de comunicaciones del Imperio seléucida. En el siglo II a. C. fue ocupada por los partos. No obstante, a nivel artístico, quedó bajo la influencia del helenismo griego, lo que puede observarse con más claridad en el Templo de Artemisa.

## Ocupación de Roma

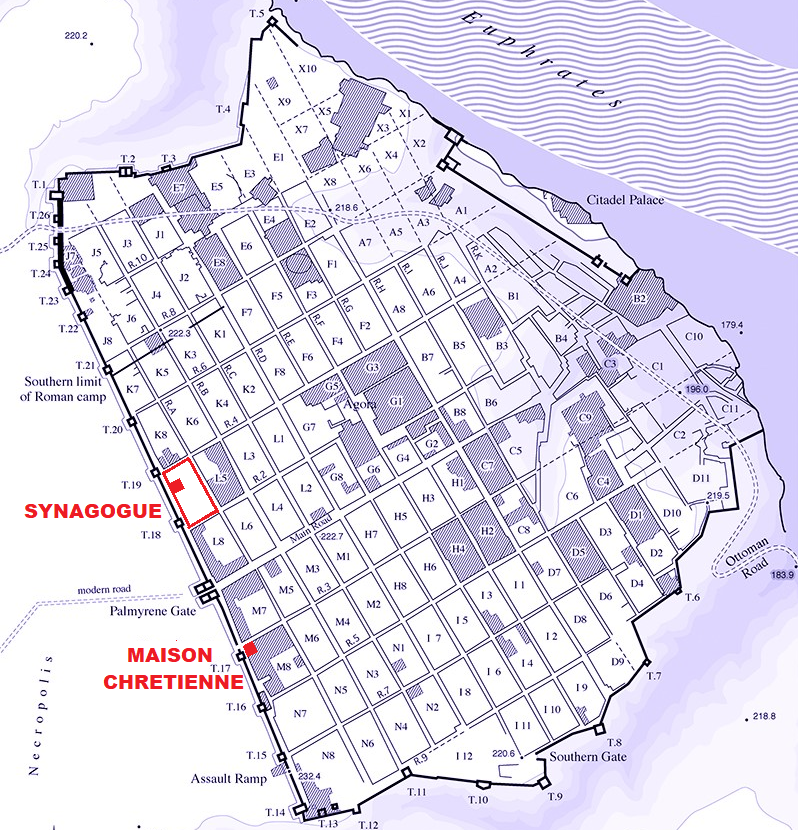
Plano de Dura Europos

Tras la ocupación romana, mantuvo su condición estratégica como lugar de encuentro de las caravanas pero, junto a Palmira, constituyó una suerte de enclave neutral que le permitió mantener un tráfico fluido de mercancías y permanecer alejada de la mayoría de los conflictos de la época. De su buena relación con Palmira dan testimonio los templos de Bel y Arsu, dioses de aquella ciudad. Así, se desarrolla una cultura urbana singular amalgama de todas las de la época, en la que coexisten templos dedicados a Mitra, templos griegos (Zeus llegó a tener tres templos), romanos, deidades locales, sinagogas e, incluso, de la nueva religión cristiana, situándose en esta ciudad la iglesia más antigua de la que se tiene noticia. Durante todo este tiempo, aunque nominalmente bajo soberanía romana, eran los partos quienes controlaban la libertad de comercio de las ciudades en una suerte de acuerdo entre Roma y los partos.
La expansión de Trajano, que fortalece los límites del Imperio, asigna a Dura Europos un nuevo papel como ciudad fronteriza, siendo conquistada por la Legio III Cirenaica, en cuyo honor se levantó un arco triunfal. Se estableció una poderosa guarnición para el control de los partos. La nueva reorganización la asignó a la provincia romana de Mesopotamia, aunque después regresó a la de Siria. Se reforzó su condición militar y los campamentos se extendieron al norte de la ciudad. No obstante, se restauraron los viejos templos y se construyeron otros nuevos, siempre manteniendo el respeto a las características propias de un lugar donde las más variadas creencias tenían su espacio. Se construyó un anfiteatro en tiempos de Septimio Severo. Ese fue el momento de mayor esplendor.
Después, con la llegada de los sasánidas a mediados del siglo III, la ciudad entró en un periodo de decadencia, siendo completamente destruida, sin saber exactamente la fecha (quizás bajo el reinado de Sapor I). Estudios arqueológicos recientes, realizados por el británico Simon James, postula el uso de gases venenosos por parte de los sasánidas durante la conquista de la ciudad. Las tropas sasánidas practicaron un túnel bajo la muralla con el fin de derribarla, pero al percatarse de que los defensores realizaban su propio túnel defensivo, que empalmaría con el que ellos construían, decidieron incendiar betunes y cristales de azufre que inundaron con densos gases la galería romana, donde se encontraron amontonados los restos de veinte cuerpos de legionarios.

## Yacimiento arqueológico
Las ruinas fueron descubiertas en 1919 por soldados del Imperio británico, y son excavadas periódicamente por equipos internacionales dirigidos por la Universidad de Yale junto a arqueólogos franceses, con el acuerdo del gobierno sirio. Se conservan las pinturas de las sinagogas y un baptisterio cristiano, muchos restos de arquitectura de otros templos, relieves y otros materiales arqueológicos que informan de la presencia de importantes legiones romanas. Son también significativos los hallazgos que han permitido conocer textos en lengua parta.

### Capilla paleocristiana

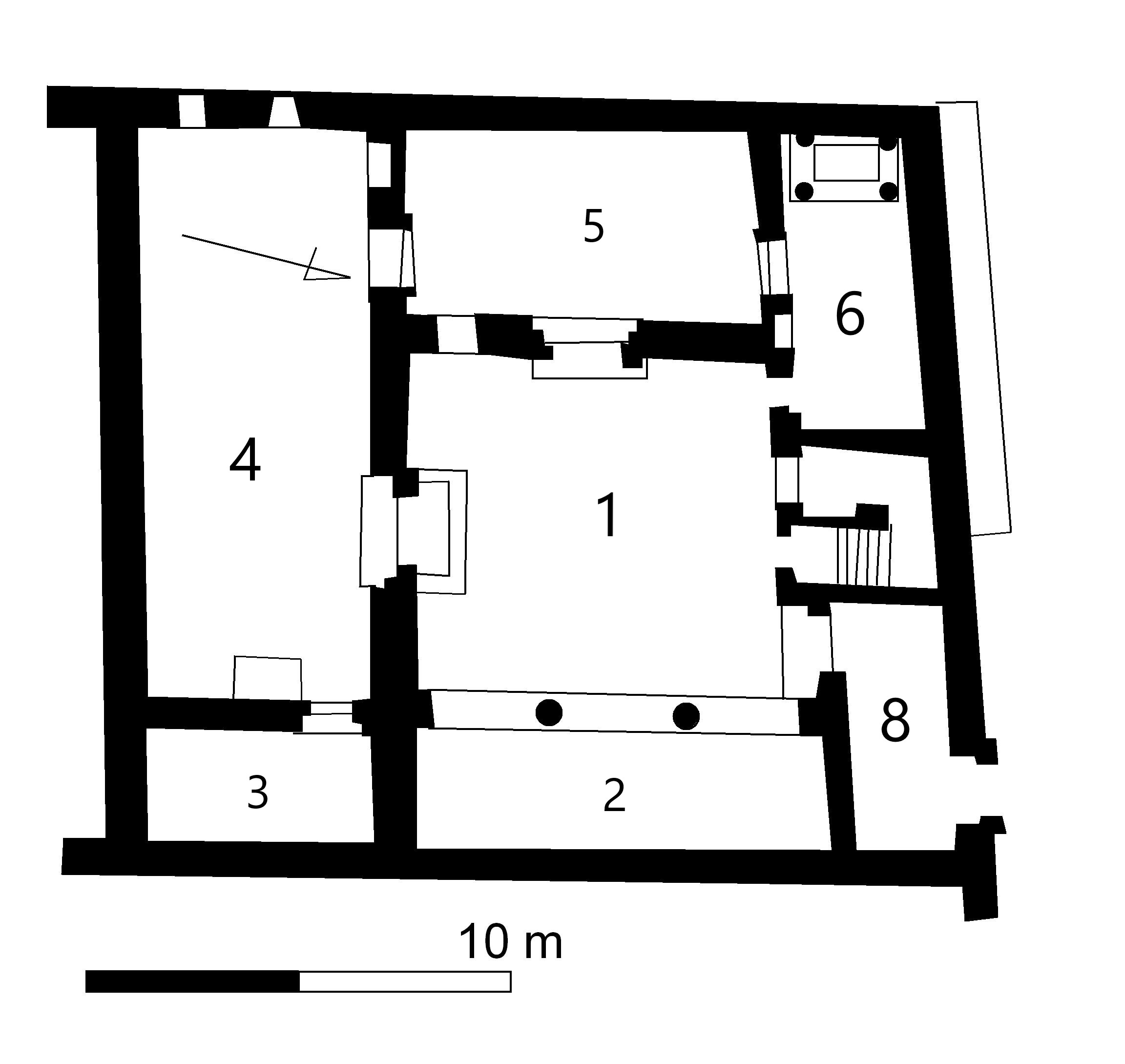
Planta de la iglesia cristiana.

Unos frescos con temáticas de religiones orientales ya habían sido descubiertos en 1919 por una guarnición militar inglesa. En 1933 se descubrió una capilla cristiana con frescos datada en el año 230, la más antigua conocida, cuyo baptisterio fue casi inmediatamente trasladado a la Universidad de Yale. Dado que la ciudad fue abandonada tras el año 256, las pinturas resultaron de especial relevancia para la historia del arte paleocristiano. De hecho la mala construcción de la misma capilla, pegada al muro de la ciudad, hace pensar que habría sido erigida durante el último asedio, y esto explicaría también la elección de las temáticas de los frescos, especialmente dirigidas a fomentar la esperanza.
Las escenas representadas son las de Adán y Eva, el Buen Pastor, la curación del paralítico (que lleva su camilla), las santas mujeres ante el sepulcro de Cristo, David y Goliat y la historia de la samaritana o tal vez la virgen María. 

## Ciclo de pinturas de la sinagoga bizantina
Las pinturas murales de la sinagoga de Dura Europos fueron realizadas en 244 d. C. Son un caso insólito, porque la religión judía prohíbe las representaciones figuradas. Los frescos parietales son preservados y exhibidos en el Museo de Damasco, en Siria.

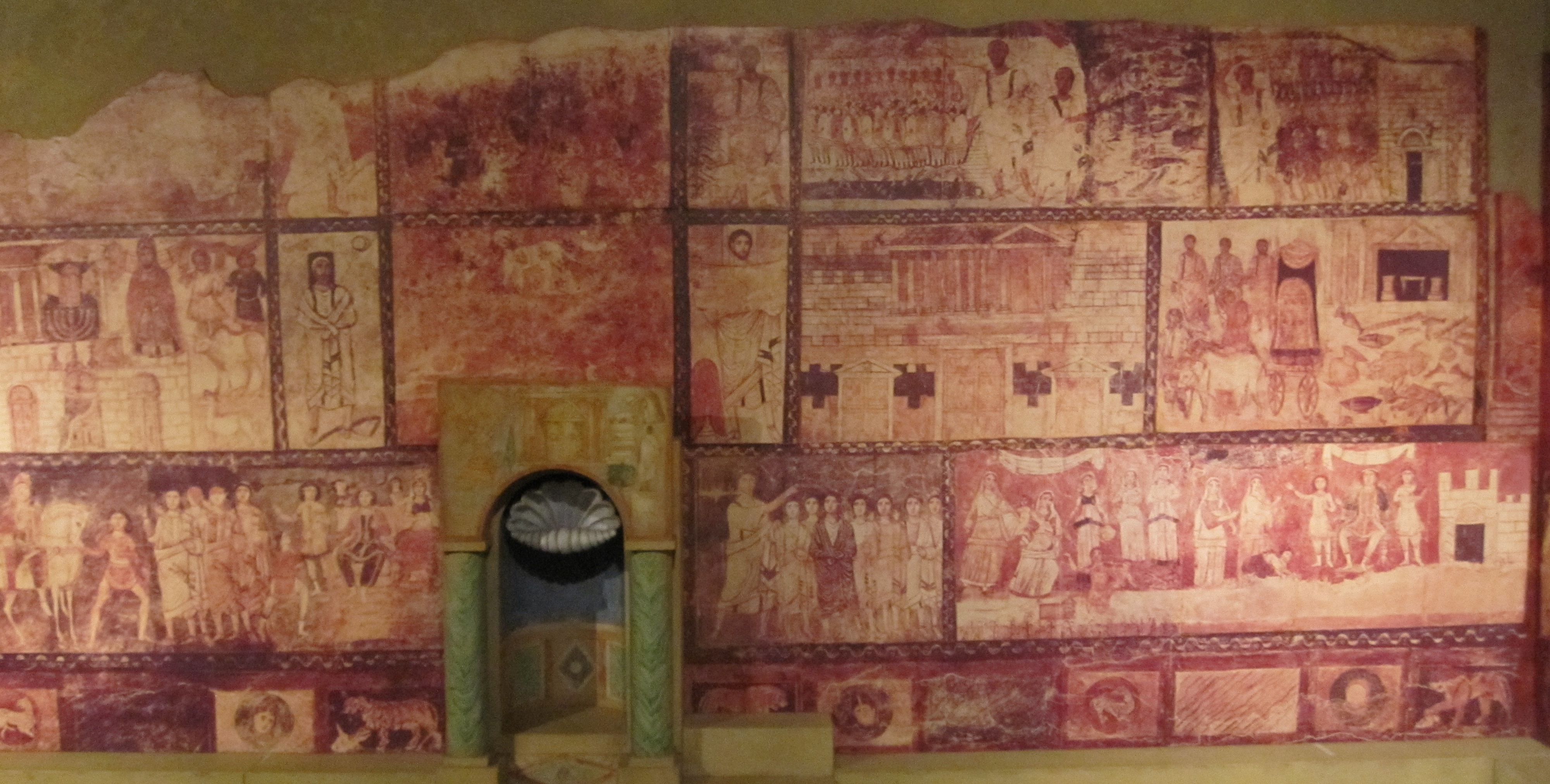
Distribución general de las escenas
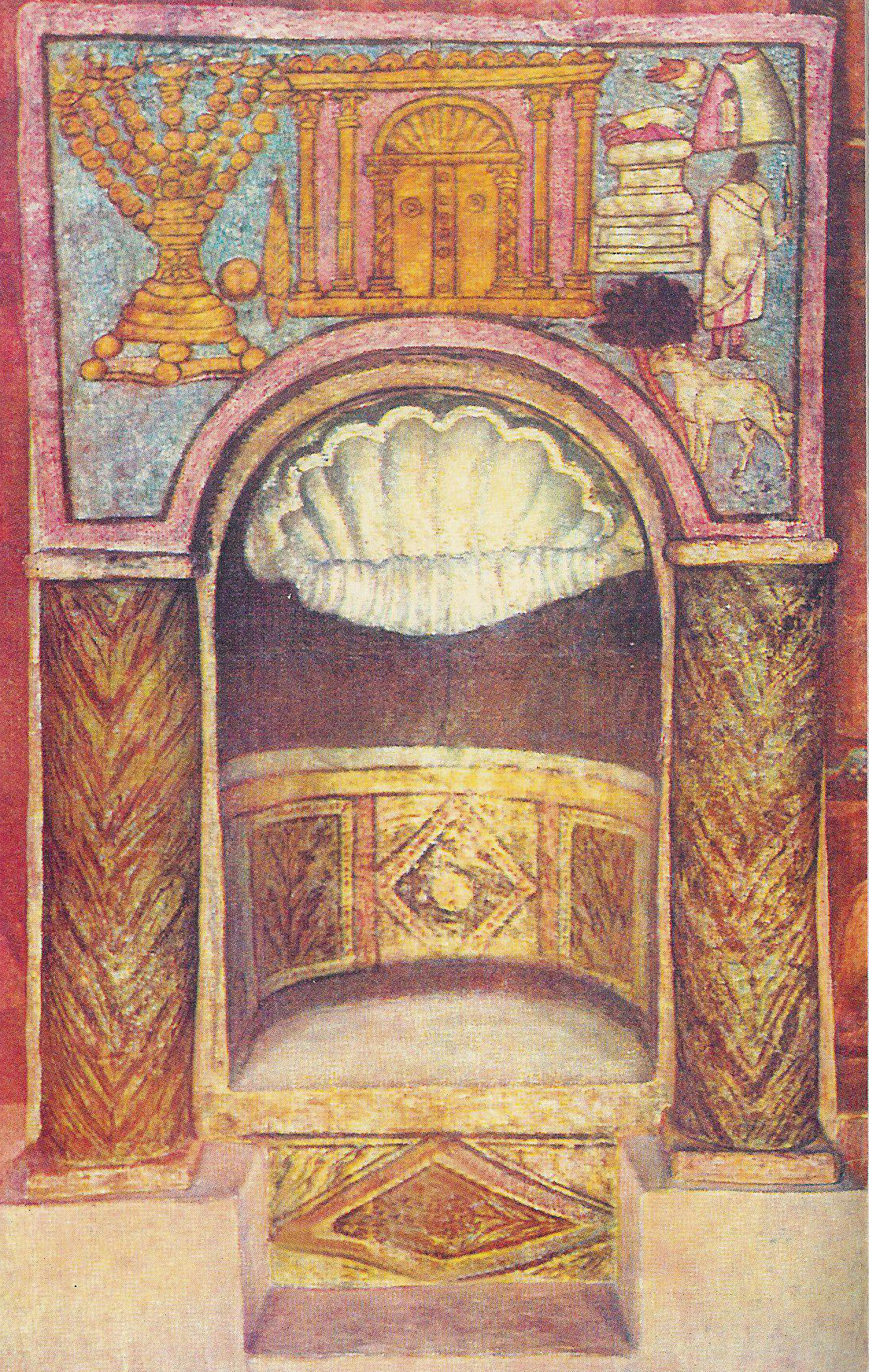
Hejal para la Torá (ciborio) con los motivos de la Menorá, el Templo y el Sacrificio de Isaac
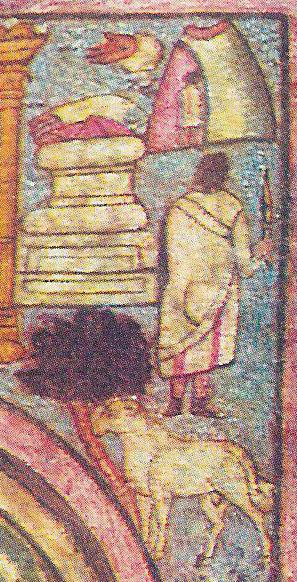
Sacrificio de Isaac
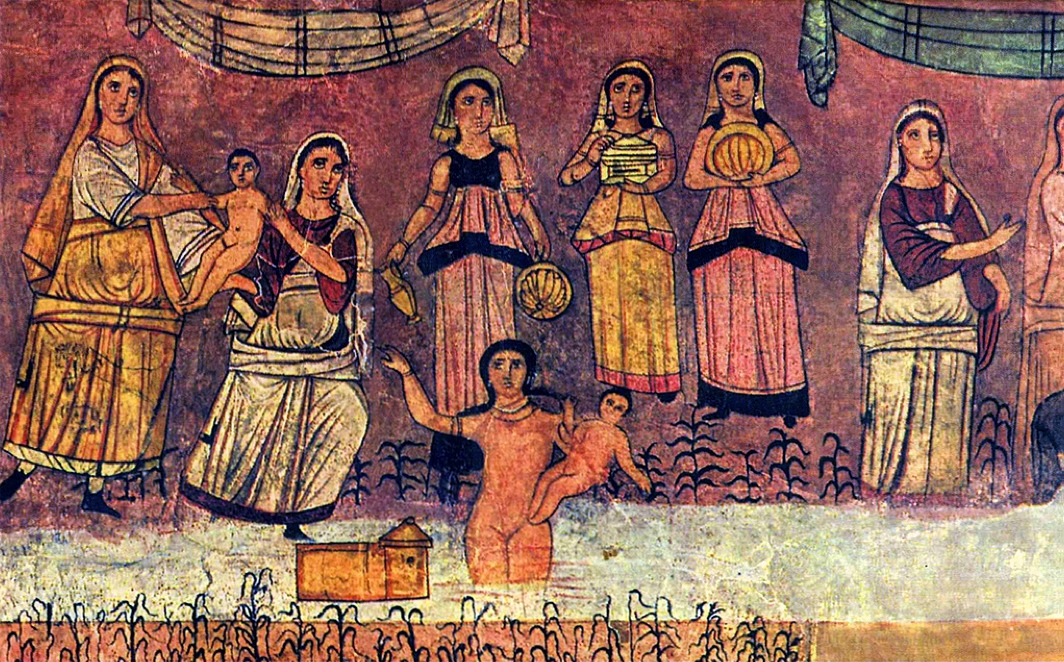
Moisés es rescatado de las aguas del Nilo
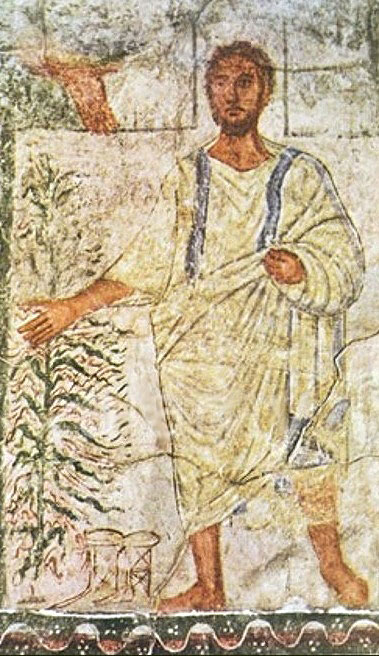
Moisés ante la zarza ardiente, incluyendo la Mano de Dios
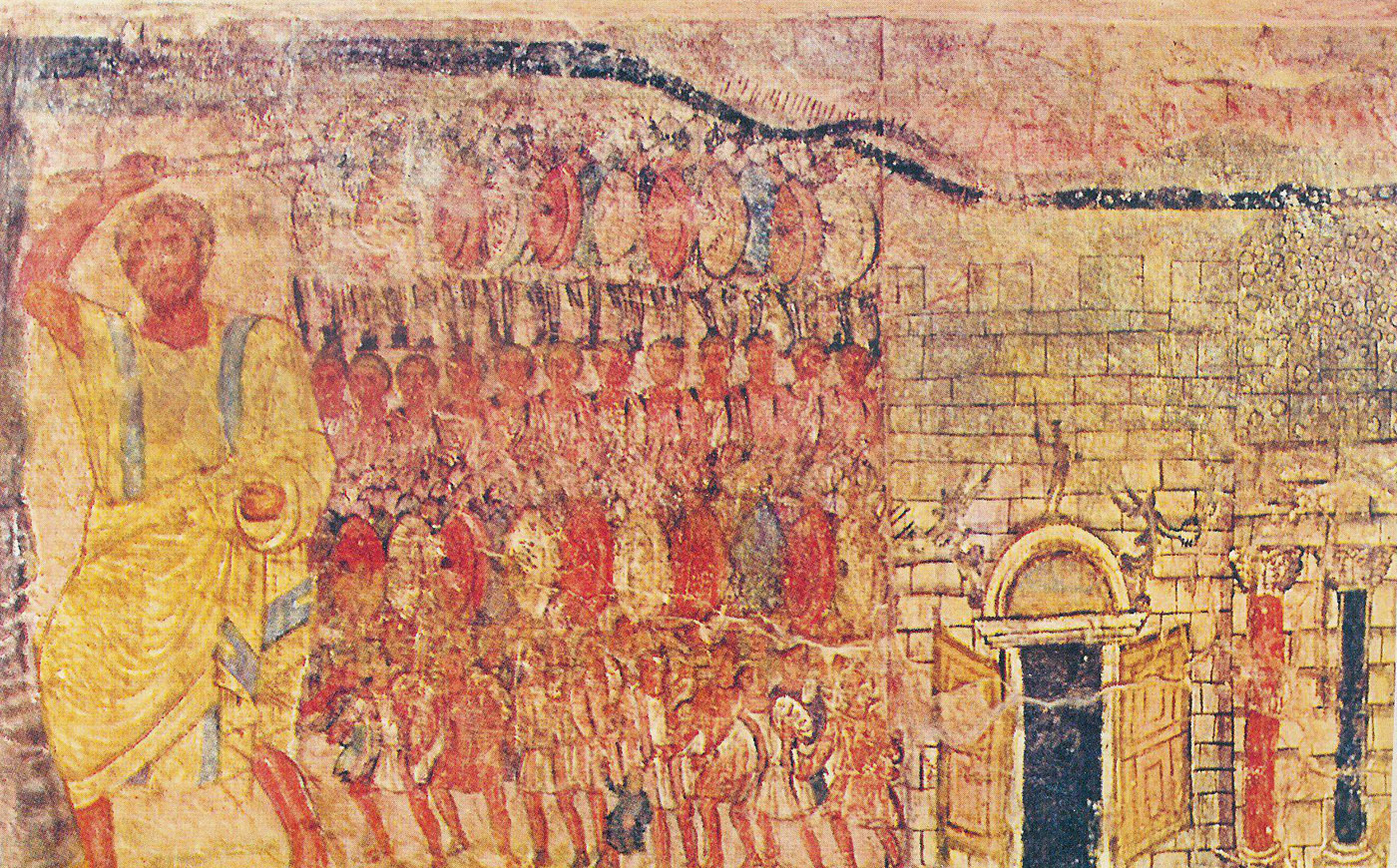
Los hebreos dejan Egipto
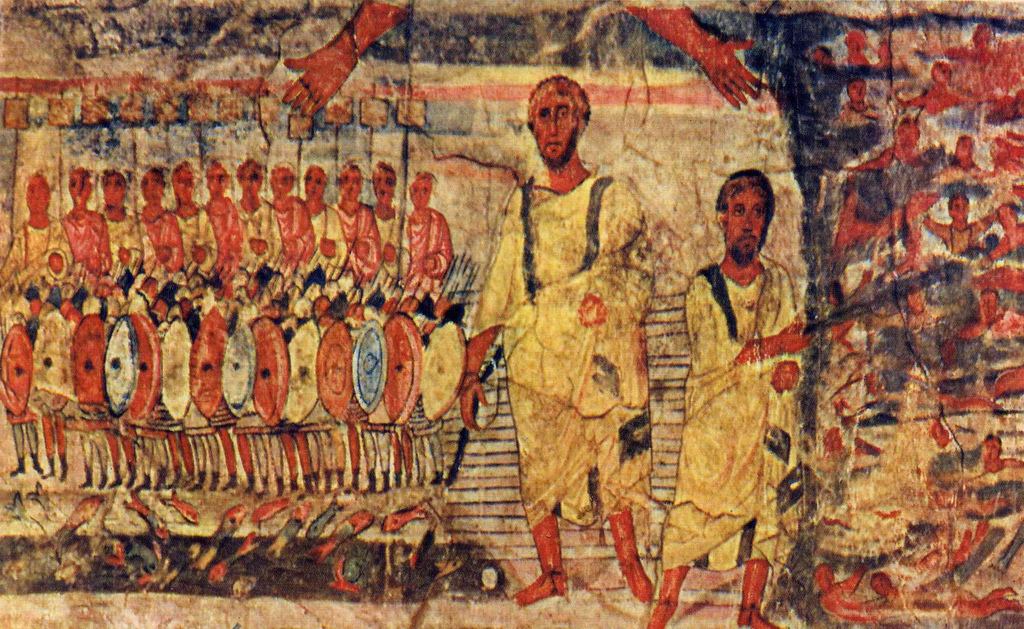
Cruce del Mar Rojo
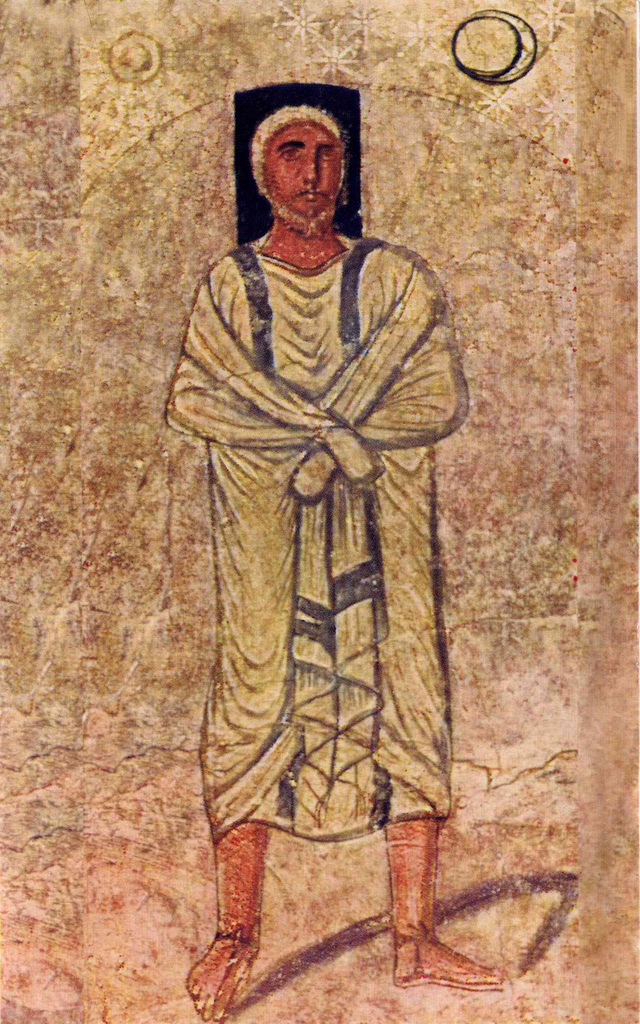
Josué.
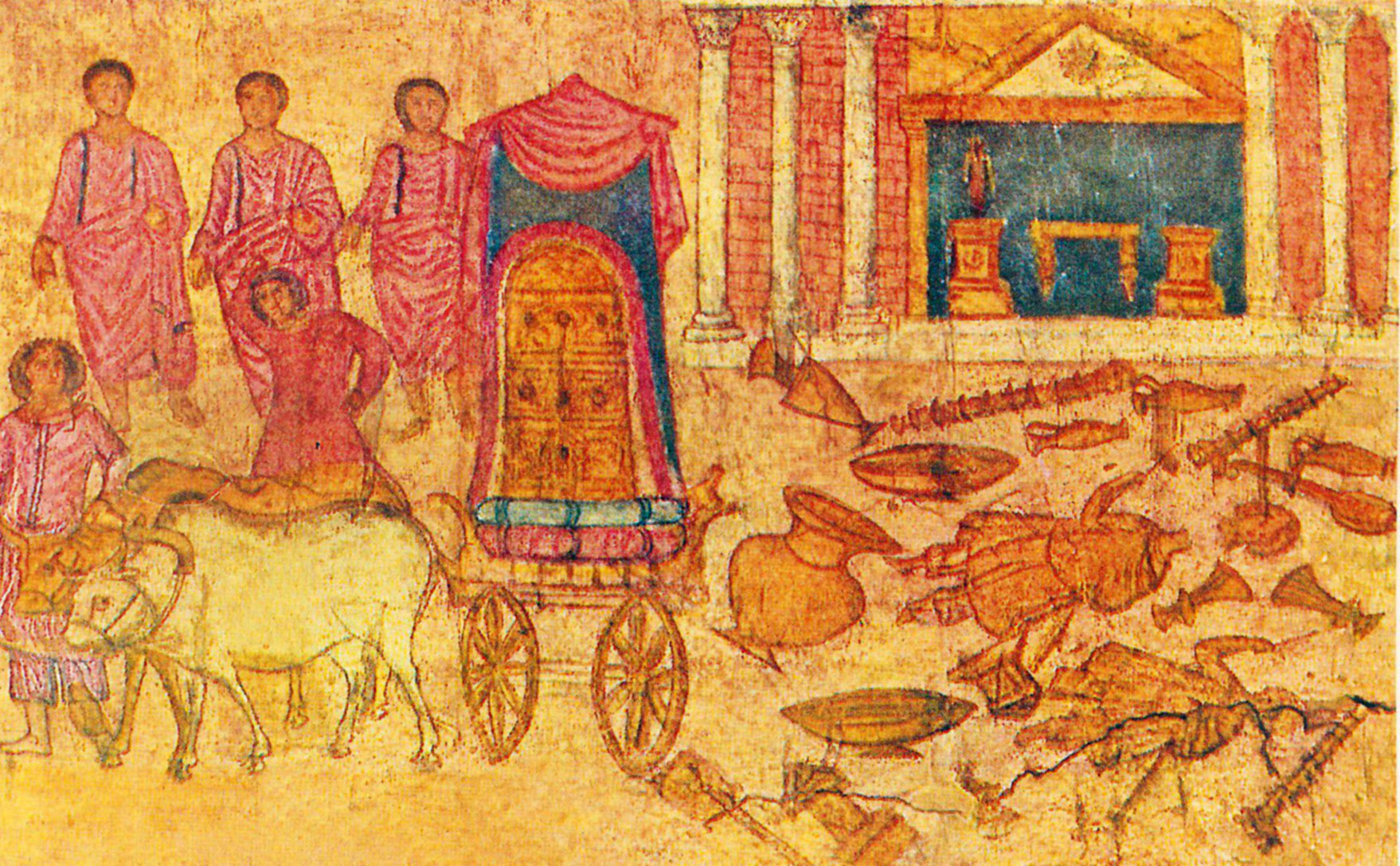
El Arca de la Alianza en tiempos de Saúl: capturada por los filisteos y junto a su templo (1 Samuel 4).
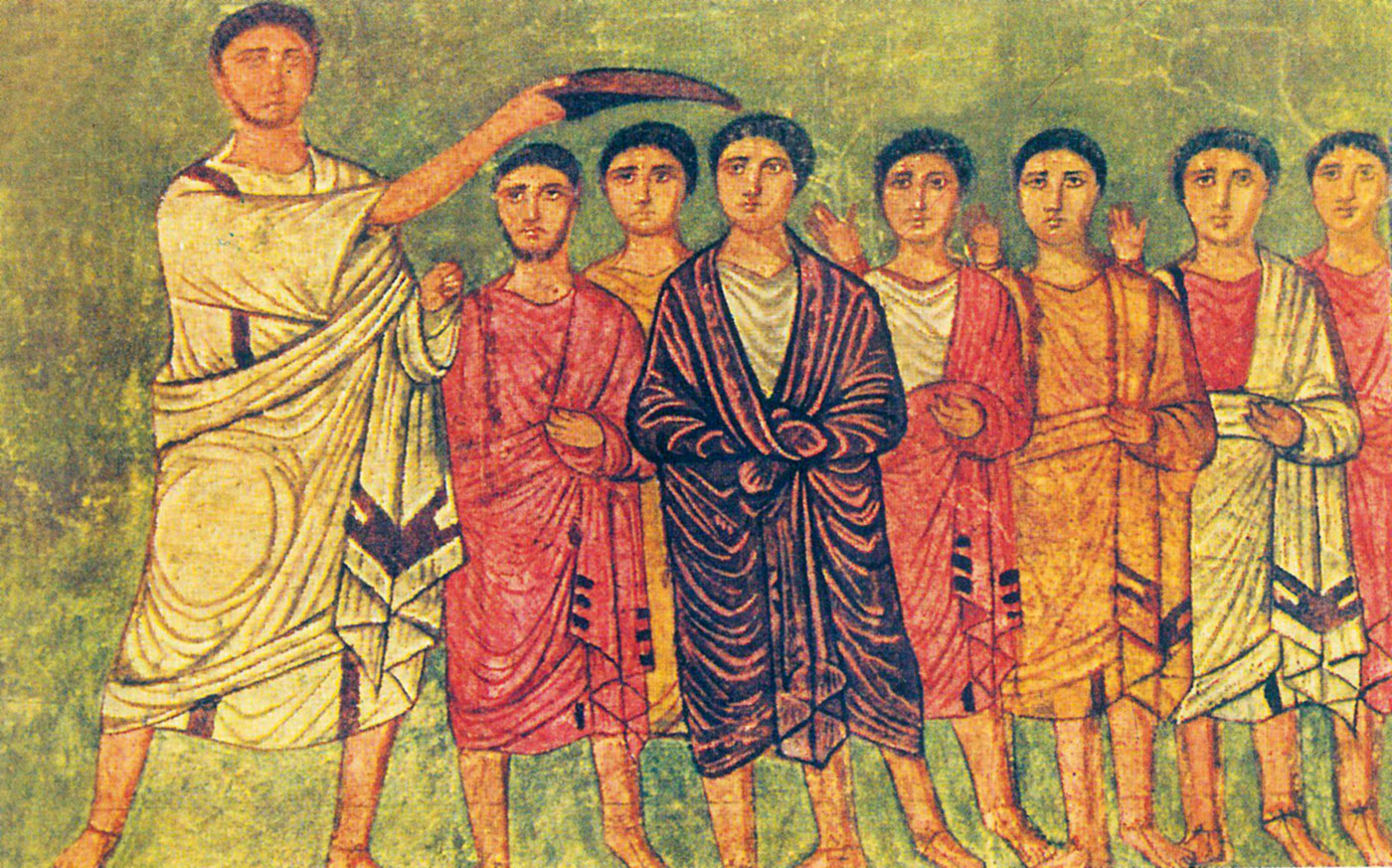
David ungido por Samuel
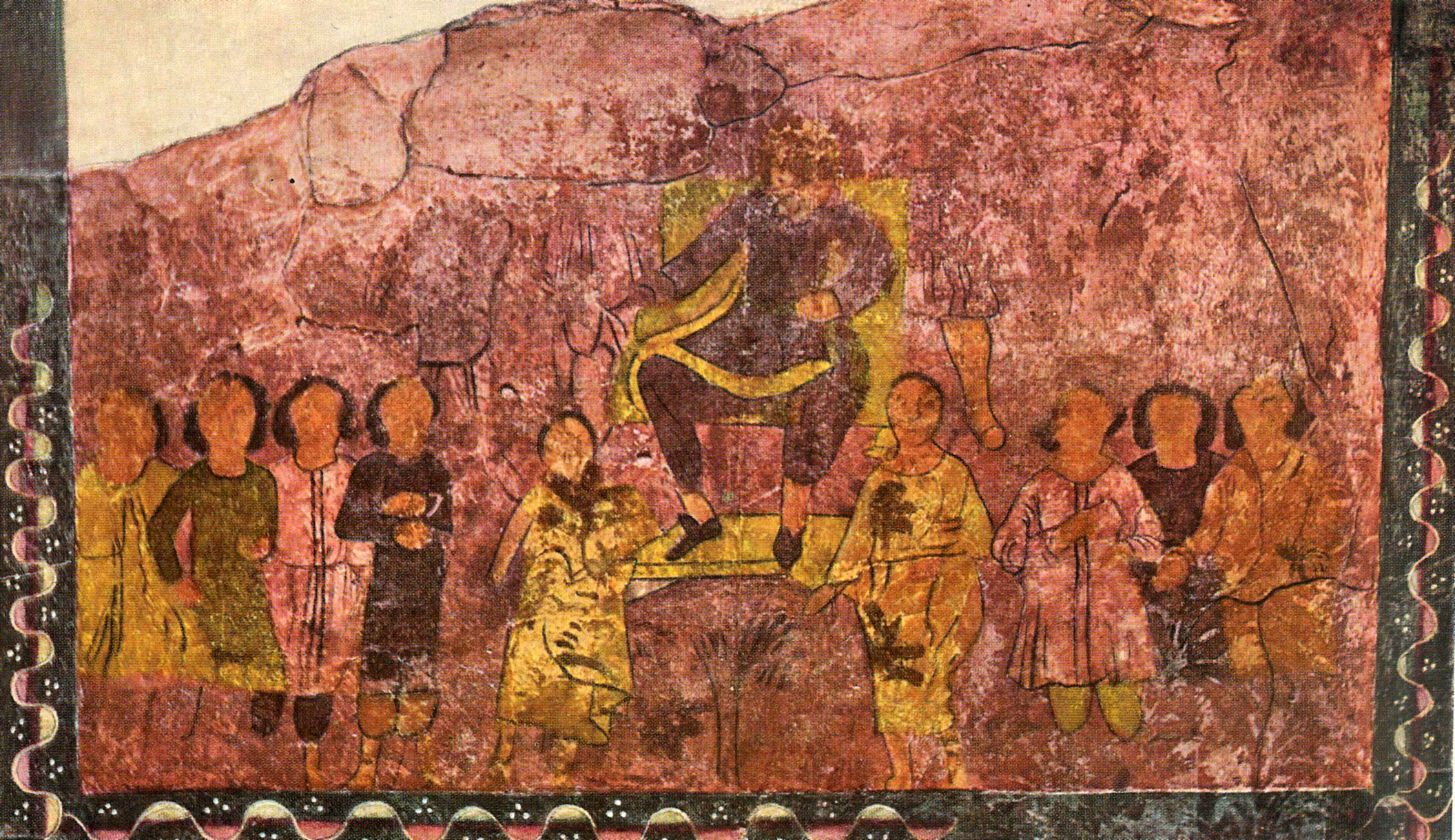
David rey de Israel
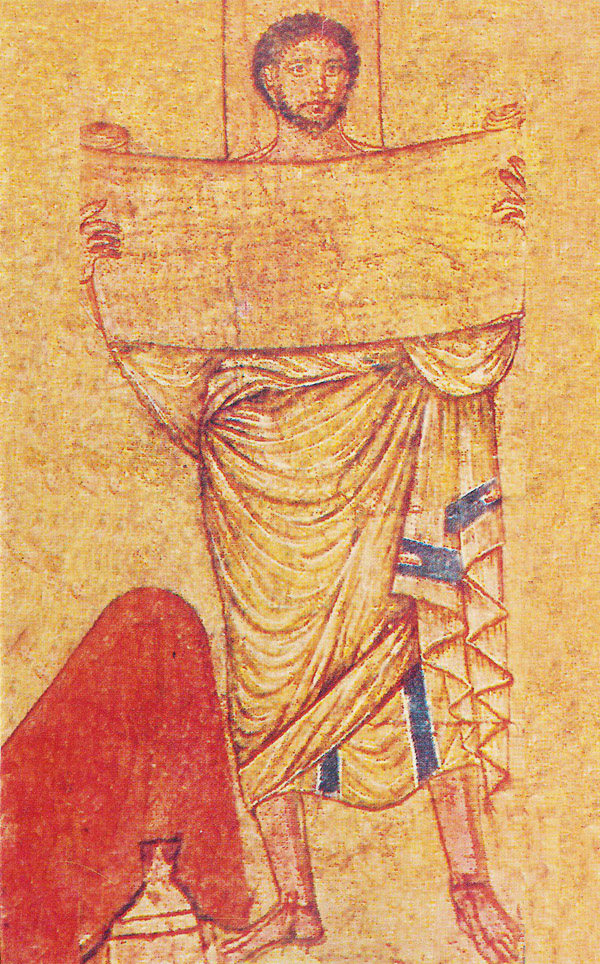
Esdras leyendo la Ley
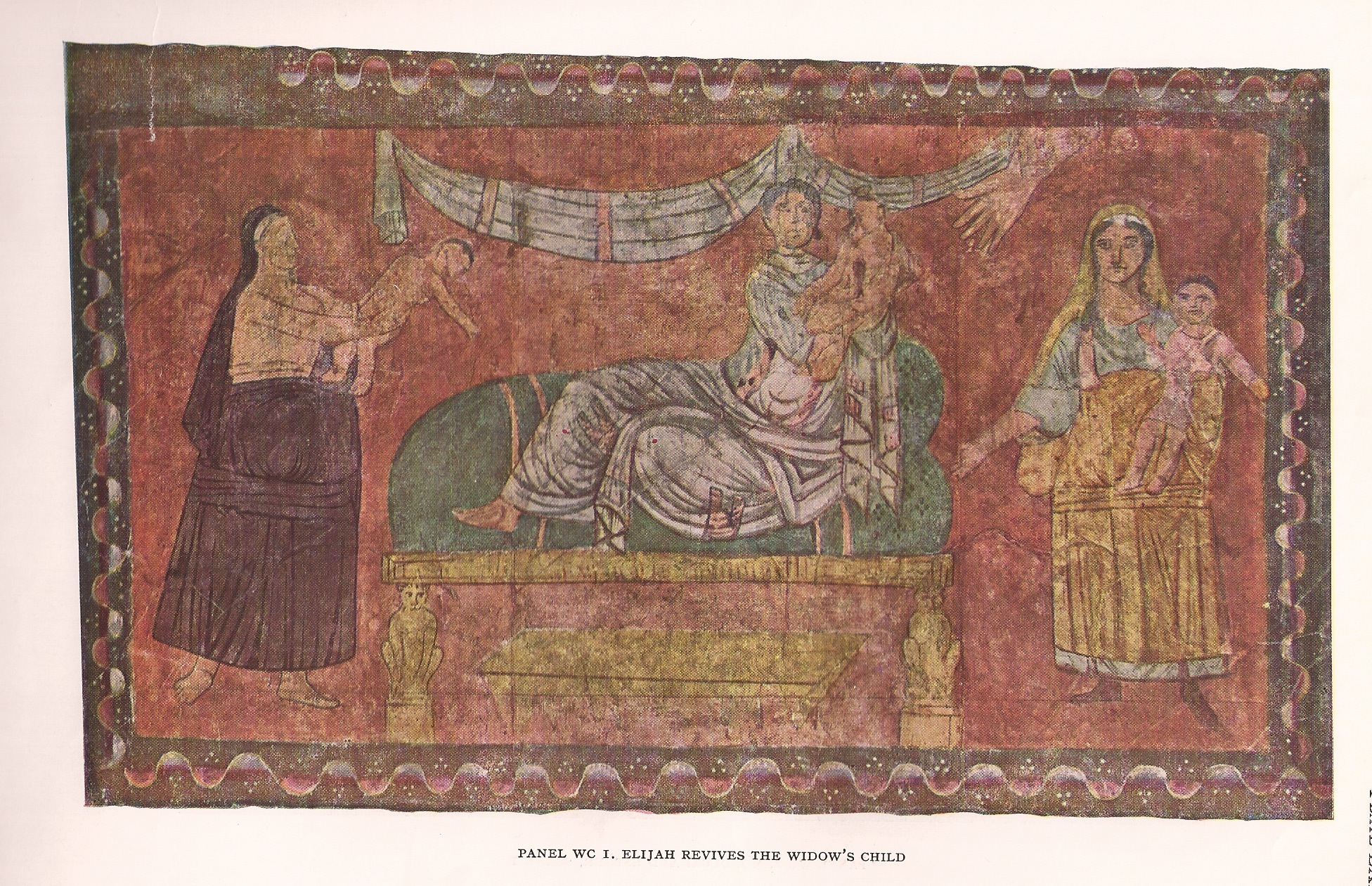
Elías y la viuda de Zaferet
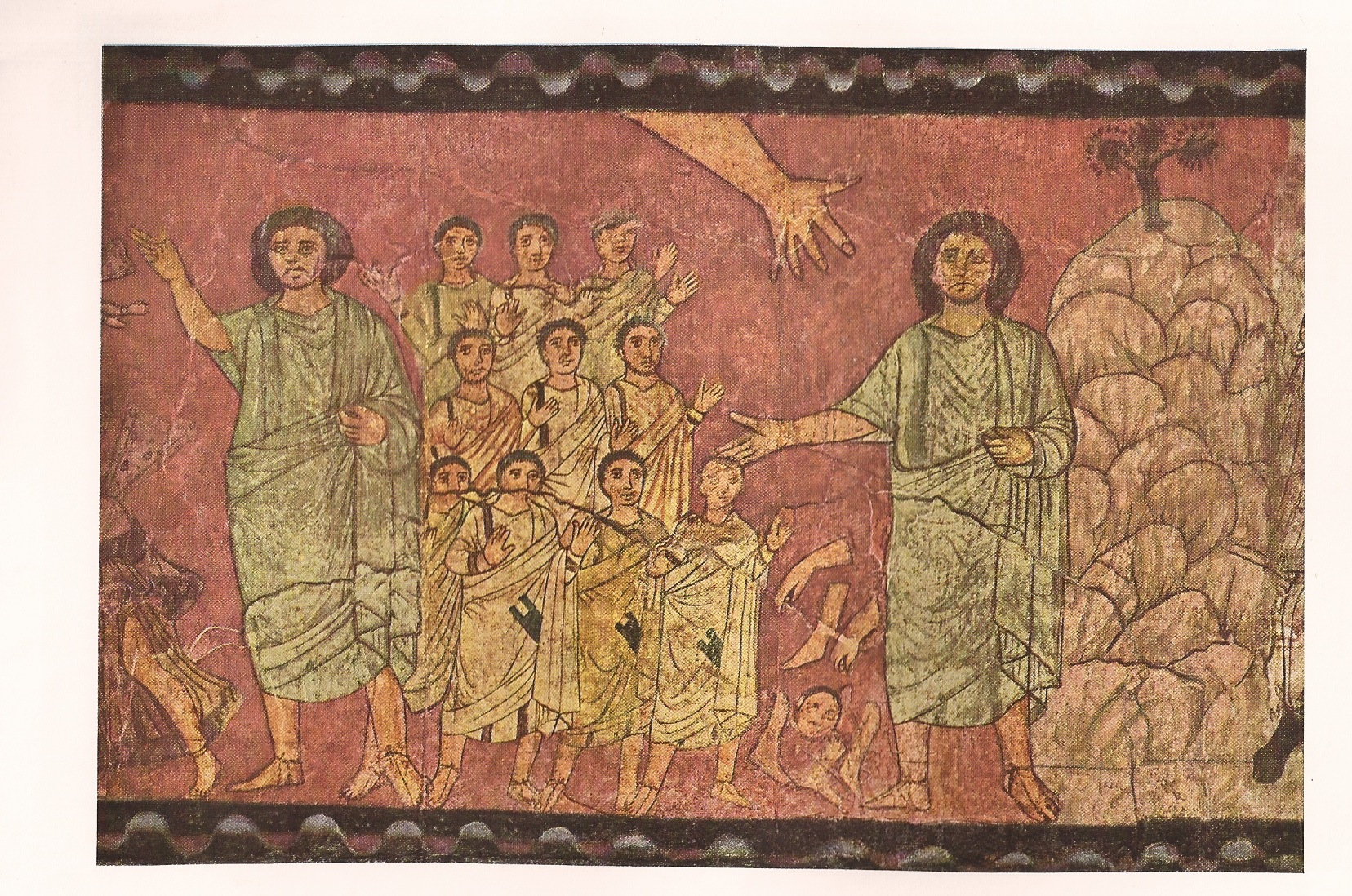
Ezequiel
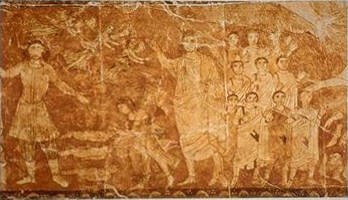
Visión de Ezequiel: resurrección de los muertos
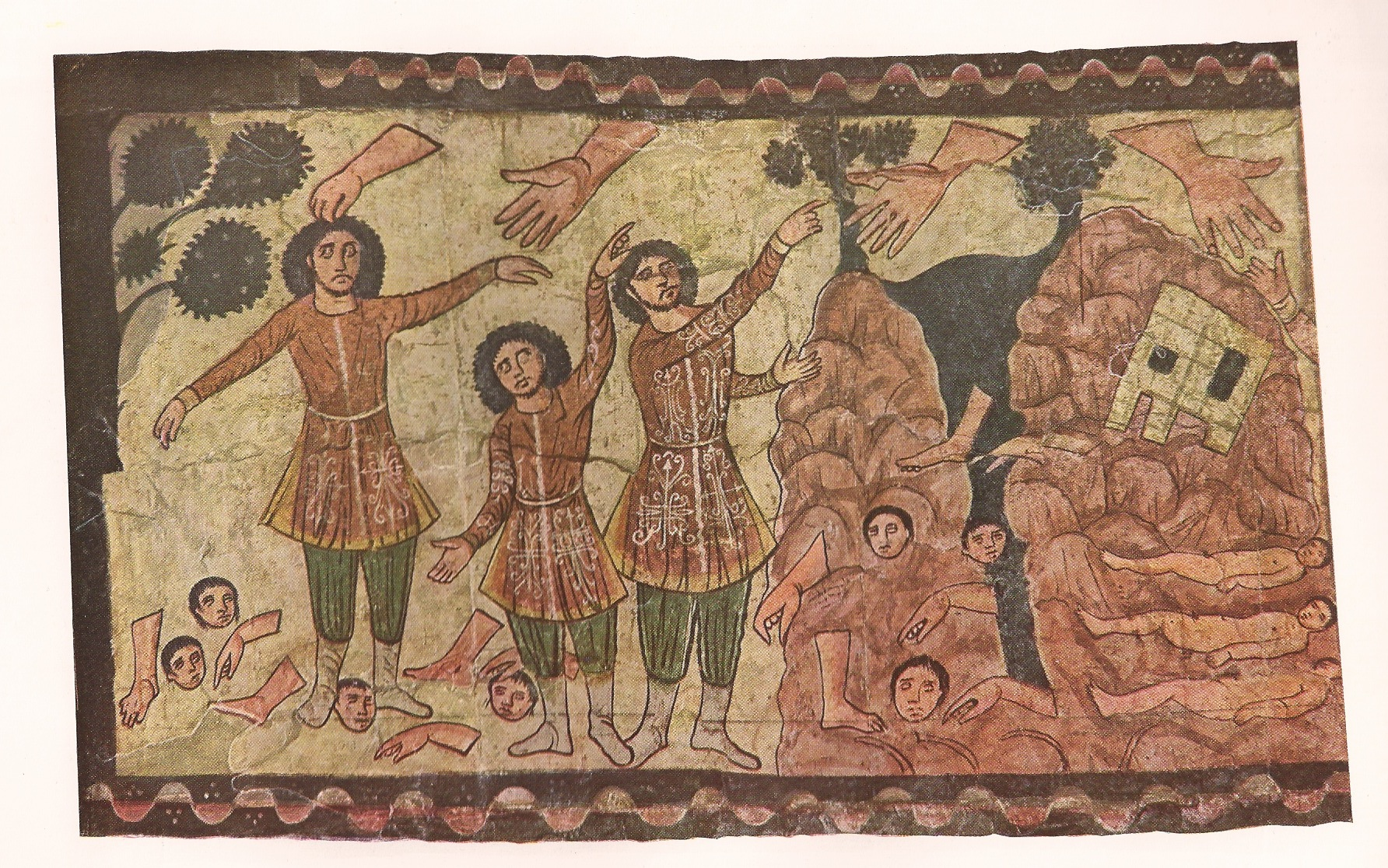
Visión de Ezequiel
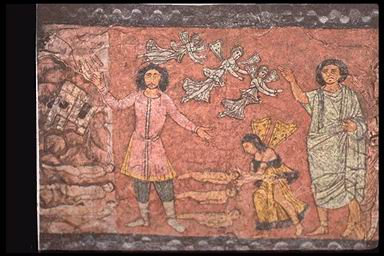
Ezequiel: destrucción y restauración de la vida nacional
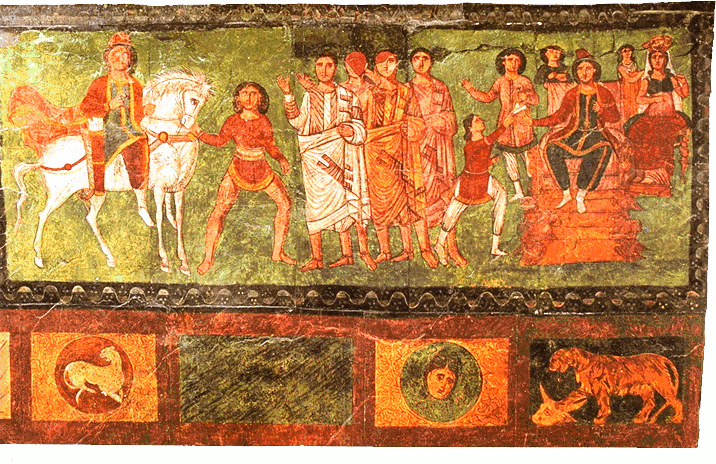
Mordejai conducido por Amán (Arte judío)